# Gertrude Liebhart
Gertrude Liebhart (* 26. Oktober 1928 in Langenzersdorf) ist eine ehemalige österreichische Kanutin. Sie gewann bei den Olympischen Spielen 1952 die Silbermedaille.
Bei den Olympischen Spielen 1948 in London und 1952 in Helsinki wurde bei den Damen jeweils nur ein Wettbewerb ausgetragen, der Einer über 500 Meter. Bei den Spielen in London fanden die Wettbewerbe auf der Themse bei Henley statt. Im Einer siegte die Dänin Karen Hoff, Dritte wurde Fritzi Schwingl aus Österreich. Vier Tage nach dem Einerfinale wurde ebenfalls in Henley die Weltmeisterschaft im nichtolympischen Zweierkajak ausgetragen. Es gewann Karen Hoff zusammen mit Bodil Svendsen vor dem tschechoslowakischen Boot; Bronze erhielten Fritzi Schwingl und Gertrude Liebhart. Zwei Jahre später fanden die Kanu-Weltmeisterschaften in Kopenhagen statt. Im Zweierkajak siegten die Finninnen Sylvi Saimo und Greta Grönholm, dahinter erhielten Schwingl und Liebhart die Silbermedaille. 1952 in Helsinki fanden die Kanuwettbewerbe in der Taivalahti-Bucht in Helsinki statt. Sylvi Saimo gewann das Rennen vor heimischem Publikum mit vier Zehntelsekunden Vorsprung vor Gertrude Liebhart, drei Sekunden danach kam die Drittplatzierte, Nina Sawina aus der Sowjetunion, ins Ziel.
Insgesamt gewann Österreich bei den Olympischen Sommerspielen 1952 zwei Medaillen, beide im Kanusport, außer der Silbermedaille für Gertrude Liebhart gab es noch eine Bronzemedaille für Max Raub und Herbert Wiedermann im Zweierkajak. Nach Fritzi Schwingl und Gertrude Liebhart dauerte es 56 Jahre, bis wieder eine österreichische Kanutin eine olympische Medaille erhielt. 2008 gewann Violetta Oblinger-Peters Bronze im Kanuslalom.